# الدوري الإنجليزي الممتاز 2006–07
الدوري الإنجليزي الممتاز 2006–07 (بالإنجليزية: FA Premier League 2006–07)‏ هو الموسم الخامس عشر من بطولة الدوري الإنجليزي الممتاز، أعلى دوري كرة قدم في إنجلترا، لُعبت أول مباراة في الموسم بتاريخ 19 أغسطس 2006، ولُعبت آخر مباراة بتاريخ 13 مايو 2007. فاز مانشستر يونايتد باللقب بعد حصده 89 نقطة؛ ليحقق مانشستر يونايتد بذلك لقبه السادس عشر والسابع بعد تغيير مُسمى البطولة، وتأهل مانشستر يونايتد وتشيلسي وليفربول وأرسنال إلى دوري أبطال أوروبا 2007–08، وتأهل توتنهام هوتسبير وإيفرتون وبولتون واندررز إلى كأس الاتحاد الأوروبي 2007–08، وتأهل بلاكبيرن روفرز إلى كأس إنترتوتو 2007، بينما هبط شيفيلد يونايتد وتشارلتون أثلتيك وواتفورد إلى دوري البطولة الإنجليزية 2007–08. وكان مانشستر يونايتد هو صاحب أقوى خط هجوم في البطولة، حيث سَجَّلَ لاعبوه 83 هدفًا، وكان تشيلسي هو صاحب أقوى خط دفاع في البطولة، حيث استقبلت شباكه 24 هدفًا. وكان ديدييه دروغبا لاعب تشيلسي هو هدَّاف البطولة، حيث سَجَّلَ 20 هدفًا.
| الفائز بالدوري الإنجليزي الممتاز للموسم 2006/2007 |
| مانشستر يونايتد للمرة السادسة عشر في تاريخه       |

## الفرق
تنافس عشرون فريقًا في الدوري - أفضل سبعة عشر فريق من الموسم السابق والفرق الثلاثة التي صعدت في البطولة. كانت الفرق الصاعدة هي ريدينغ (يلعب في الدرجة الأولى لأول مرة على الإطلاق) وشيفيلد يونايتد (يلعب في الدرجة الأولى لأول مرة منذ اثني عشر عامًا) واتفورد (يعود بعد غياب دام ست سنوات). استبدلوا برمنغهام سيتي وويست بروميتش ألبيون وسندرلاند حيث أنهوا بذلك فتراتهم في الدوري الممتاز التي استمرت أربع سنوات وسنتين وسنة واحدة على الترتيب.
| الفريق               | موقع              | ملعب               | السعة  |
| -------------------- | ----------------- | ------------------ | ------ |
| ارسنال               | لندن (هولولواي)   | ملعب الإمارات      | 60600  |
| استون فيلا           | برمنغهام          | فيلا بارك          | 42553  |
| بلاكبيرن روفرز       | بلاكيرن           | ايوود بارك         | 31367  |
| بولتون واندررز       | بولتون            | ملعب ريبوك         | 28723  |
| تشارلتون أثليتيك     | لندن (تشارلتون)   | ملعب الوادي        | 27111  |
| تشيلسي               | لندن (فولهام)     | ستامفورد بريدج     | 42360  |
| إيفرتون              | ليفربول (والتون)  | جوديسون بارك       | 40569  |
| فولهام               | لندن (فولهام)     | كرافن كوتيج        | 24600  |
| ليفربول              | ليفربول (انفيلد)  | انفيلد             | 48677  |
| مانشستر سيتي         | مانشستر           | ملعب مدينة مانشستر | 48000  |
| مانشستر يونايتد      | اولد ترافورد      | ملعب اولد ترافورد  | 76212  |
| ميدلزبره             | ميدلزبرة          | ملعب ريفرسايد      | 35,049 |
| نيوكاسل يونايتد      | نيوكاسل أبون تاين | سانت جيمس بارك     | 52387  |
| بورتسموث             | بورتسموث          | فراتون بارك        | 20,220 |
| ريدينغ               | ريدينغ            | ملعب ماديجسك       | 24,250 |
| شيفيلد يونايتد       | شيفيلد            | برامول لين         | 32609  |
| توتنهام هوتسبر       | لندن (توتنهام)    | وايت هارت لين      | 36240  |
| واتفورد              | واتفورد           | فيكاريدج رود       | 19,920 |
| فريق ويستهام يونايتد | لندن (ابتون بارك) | بولين جراوند       | 35146  |
| ويغان أثليتيك        | ويغان             | ملعب دي دبليو      | 25138  |

## التغيرات الإدارية
| الفريق           | مدير المنتهية ولايته | طريقة المغادرة      | تاريخ الرحيل                  | موقف في الجدول | مدير وارد                    | تاريخ التعيين  |
| ---------------- | -------------------- | ------------------- | ----------------------------- | -------------- | ---------------------------- | -------------- |
| تشارلتون أثليتيك | آلان كوربيشلي        | نهاية العقد         | 24 أبريل 2006                 | قبل الموسم     | ايان دوي                     | 27 مايو 2006   |
| ميدلزبره         | ستيف مكلارين         | وقعت من قبل إنجلترا | 4 مايو 2006                   | قبل الموسم     | جاريث ساوثجيت                | 7 يونيو 2006   |
| استون فيلا       | ديفيد أوليري         | مقال                | 19 يوليو 2006                 | قبل الموسم     | مارتن اونيل                  | 4 أغسطس 2006   |
| تشارلتون أثليتيك | ايان دوي             | مقال                | 13 تشرين الثاني (نوفمبر) 2006 | الـــ20        | ليه ريد                      | 13 نوفمبر 2006 |
| ويستهام يونايتد  | آلان بارديو          | مقال                | 11 ديسمبر 2006                | الـــ18        | آلان كوربيشلي                | 13 ديسمبر 2006 |
| تشارلتون أثليتيك | ليه ريد              | مقال                | 20 ديسمبر 2006                | الـــ19        | آلان بارديو                  | 24 ديسمبر 2006 |
| فولهام           | كريس كولمان          | مقال                | 10 أبريل 2007                 | الـــ15        | لوري سانشيز                  | 10 أبريل 2007  |
| بولتون واندررز   | سام الاردايس         | استقال              | 29 أبريل 2007                 | الـــ5         | سامي لي                      | 30 أبريل 2007  |
| نيوكاسل يونايتد  | جلين رويدر           | استقال              | 6 مايو 2007                   | ال13           | نايجل بيرسون (القائم بأعمال) | 6 مايو 2007    |

نادي أرسنال

تشارلتون أثلتيك

تشيلسي

نادي فولهام

توتنهام هوتسبير

Bolton Wanderers

Manchester City

Manchester United

## ترتيب الفرق النهائي
# = المركز ; لعب = المباريات الملعوبة; فاز = عدد مباريات الفوز; تعادل = عدد مباريات التعادل; خسر = عدد مباريات الخسارة; له = الأهداف التي سجلها; عليه = الأهداف التي استقبلها; +/- = فارق الأهداف; النقاط = النقاط

## النتائج
| النادي           |  | آرسنال |     |     |     |     |     |     |     |     |     |     |     |     |     |     |     |     |     |     |     |
| آرسنال           |  |        | 1-1 | 6-2 | 2-1 | 4-0 | 1-1 | 1-1 | 3-1 | 3-0 | 3-1 | 2-1 | 1-1 | 1-1 | 2-2 | 2-1 | 3-1 | 3-0 | 3-0 | 0-1 | 2-1 |
| أستون فيلا       |  | 0-1    |     | 2-0 | 0-1 | 2-0 | 0-0 | 1-1 | 1-1 | 0-0 | 1-3 | 0-3 | 1-1 | 2-0 | 0-0 | 2-1 | 3-0 | 1-1 | 2-0 | 1-0 | 1-1 |
| بلاكبيرن روفرز   |  | 0-2    | 1-2 |     | 0-1 | 4-1 | 0-2 | 1-1 | 2-0 | 1-0 | 4-2 | 0-1 | 2-1 | 1-3 | 3-0 | 3-3 | 2-1 | 1-1 | 3-1 | 1-2 | 2-1 |
| بولتون واندررز   |  | 3-1    | 2-2 | 1-2 |     | 1-1 | 0-1 | 1-1 | 2-1 | 2-0 | 0-0 | 0-4 | 0-0 | 2-1 | 3-2 | 1-3 | 1-0 | 2-0 | 1-0 | 4-0 | 0-1 |
| تشارلتون أثليتيك |  | 1-2    | 2-1 | 1-0 | 2-0 |     | 0-1 | 1-1 | 2-2 | 0-3 | 1-0 | 0-3 | 1-3 | 2-0 | 0-1 | 0-0 | 1-1 | 0-2 | 0-0 | 4-0 | 1-0 |
| تشيلسي           |  | 1-1    | 1-1 | 3-0 | 2-2 | 2-1 |     | 1-1 | 2-2 | 1-0 | 3-0 | 0-0 | 3-0 | 1-0 | 2-1 | 2-2 | 3-0 | 1-0 | 4-0 | 1-0 | 4-0 |
| إيفرتون          |  | 1-0    | 0-1 | 1-0 | 1-0 | 2-1 | 2-3 |     | 4-1 | 3-0 | 1-1 | 2-4 | 0-0 | 3-0 | 3-0 | 1-1 | 2-0 | 1-2 | 2-1 | 2-0 | 2-2 |
| فولهام           |  | 2-1    | 1-1 | 1-1 | 1-1 | 2-1 | 0-2 | 1-0 |     | 1-0 | 1-3 | 1-2 | 2-1 | 2-1 | 1-1 | 0-1 | 1-0 | 1-1 | 0-0 | 0-0 | 0-1 |
| ليفربول          |  | 4-1    | 3-1 | 1-1 | 3-0 | 2-2 | 2-0 | 0-0 | 4-0 |     | 1-0 | 0-1 | 2-0 | 2-0 | 0-0 | 2-0 | 4-0 | 3-0 | 2-0 | 2-1 | 2-0 |
| مانشستر سيتي     |  | 1-0    | 0-2 | 0-3 | 0-2 | 0-0 | 0-1 | 2-1 | 3-1 | 0-0 |     | 0-1 | 1-0 | 0-0 | 0-0 | 0-2 | 0-0 | 1-2 | 0-0 | 2-0 | 0-1 |
| مانشستر يونايتد  |  | 0-1    | 3-1 | 4-1 | 4-1 | 2-0 | 1-1 | 3-0 | 5-1 | 2-0 | 3-1 |     | 1-1 | 2-0 | 3-0 | 3-2 | 2-0 | 1-0 | 4-0 | 0-1 | 3-1 |
| ميدلزبره         |  | 1-1    | 1-3 | 0-1 | 5-1 | 2-0 | 2-1 | 2-1 | 3-1 | 0-0 | 0-2 | 1-2 |     | 1-0 | 0-4 | 2-1 | 3-1 | 2-3 | 4-1 | 1-0 | 1-1 |
| نيوكاسل يونايتد  |  | 0-0    | 3-1 | 0-2 | 1-2 | 1-1 | 0-0 | 1-1 | 1-2 | 2-1 | 0-1 | 2-2 | 0-0 |     | 1-0 | 3-2 | 1-2 | 3-1 | 2-1 | 2-2 | 2-1 |
| بورتسموث         |  | 0-0    | 2-2 | 3-0 | 0-1 | 0-1 | 0-2 | 2-0 | 1-1 | 2-1 | 2-1 | 2-1 | 0-0 | 2-1 |     | 2-0 | 3-1 | 1-1 | 2-0 | 2-0 | 1-0 |
| ريدينغ           |  | 0-4    | 2-0 | 1-2 | 1-0 | 2-0 | 0-1 | 0-2 | 1-0 | 1-2 | 1-0 | 1-1 | 3-2 | 1-0 | 0-0 |     | 3-1 | 3-1 | 0-2 | 6-0 | 3-2 |
| شيفيلد يونايتد   |  | 1-0    | 2-2 | 0-0 | 2-2 | 2-1 | 0-2 | 1-1 | 2-0 | 1-1 | 0-1 | 1-2 | 2-1 | 1-2 | 1-1 | 1-2 |     | 2-1 | 1-0 | 3-0 | 1-2 |
| توتنهام هوتسبر   |  | 2-2    | 2-1 | 1-1 | 4-1 | 5-1 | 2-1 | 0-2 | 0-0 | 0-1 | 2-1 | 0-4 | 2-1 | 2-3 | 2-1 | 1-0 | 2-0 |     | 3-1 | 1-0 | 3-1 |
| واتفورد          |  | 1-2    | 0-0 | 2-1 | 0-1 | 2-2 | 0-1 | 0-3 | 1-1 | 0-3 | 1-1 | 1-2 | 2-0 | 1-1 | 4-2 | 0-0 | 0-1 | 0-0 |     | 1-1 | 2-2 |
| وست هام يونايتد  |  | 1-0    | 1-1 | 2-1 | 3-1 | 3-1 | 1-4 | 1-0 | 3-3 | 1-2 | 0-1 | 1-0 | 2-0 | 0-2 | 1-2 | 1-2 | 1-0 | 3-4 | 0-1 |     | 0-2 |
| ويجان أتلتيك     |  | 0-1    | 0-0 | 0-3 | 1-3 | 3-0 | 2-3 | 0-2 | 0-0 | 0-4 | 4-0 | 1-3 | 0-1 | 1-0 | 1-0 | 1-0 | 0-1 | 3-3 | 1-1 | 0-3 |     |

| لقراءة هذا الجدول ، الفريق الذي يلعب في أرضة في العمود الأيمن واللون يعني: |  | فوز الفريق على أرضه |  | تعادل |  | خسارة الفريق على أرضه |

## إحصائيات الموسم

### الأهداف
- أكبر فوز: 6 أهداف - ريدينغ 6-0 وست هام يونايتد ( 1 يناير 2007 ).
- أعلى مباراة في الأهداف: 8 أهداف - أرسنال 6-2 بلاكبيرن روفرز
- الهدف الأول: روب هولس لصالح شيفيلد يونايتد ضد ليفربول ( 19 أغسطس 2006 )
- الهدف الأخير: هاري كيويل ( ركلة جزاء ) لليفربول ضد تشارلتون أتليتيك ( 13 مايو 2007 )

### إجمالا
- أكبر عدد من الانتصارات: 28 - مانشستر يونايتد
- أقل عدد من الانتصارات: 5 - واتفورد
- أكبر عدد من الخسائر: 21 - وست هام يونايتد
- أقل عدد من الخسائر: 3 - تشيلسي
- أكبر عدد من الأهداف المسجلة: 83 - مانشستر يونايتد
- أقل عدد من الأهداف المسجلة: 29 - مانشستر سيتي وواتفورد
- أكثرعدد من الأهداف استقبلها فريق : 60 - فولهام وتشارلتون أتليتيك
- أقل عدد من الأهداف دخل مرماه: 24 - تشيلسي

### المباريات علي أرض الفريق
- أكبر عدد من الانتصارات: 15 - مانشستر يونايتد
- أقل عدد من الانتصارات: 3 - واتفورد
- أكبر عدد من الخسائر: 10 - ويغان أثليتيك
- أقل عدد من الخسائر: 0 - تشيلسي
- أكبر عدد من الأهداف المسجلة: 46 - مانشستر يونايتد
- أقل عدد من الأهداف المسجلة: 10 - مانشستر سيتي
- أكثرعدد من الأهداف استقبلها فريق:: 30 - ويغان أثليتيك
- أقل عدد من الأهداف دخل شباكه: 7 - ليفربول

### المباريات خارج أرض الفريق
- أكبر عدد من الانتصارات: 13 - مانشستر يونايتد
- أقل عدد من الانتصارات: 1 - فولهام وتشارلتون أثليتيك
- أكبر عدد من الخسائر: 14 - شيفيلد يونايتد
- أقل عدد من الخسائر: 3 - مانشستر يونايتد وتشيلسي
- أكبر عدد من الأهداف المسجلة: 37 - مانشستر يونايتد
- أقل عدد من الأهداف المسجلة: 8 - شيفيلد يونايتد
- أكثرعدد من الأهداف استقبلها فريق: 42 - فولهام
- أقل عدد من الأهداف دخل مرماه: 13 - تشيلسي

## الإحصاءات العامة

### الأهداف
| مرتبة | لاعب              | النادي           | الأهداف |
| ----- | ----------------- | ---------------- | ------- |
| 1     | ديدييه دروغبا     | تشيلسي           | 20      |
| 2     | بيني مكارثي       | بلاكبيرن روفرز   | 18      |
| 3     | كريستيانو رونالدو | مانشستر يونايتد  | 17      |
| 4     | واين روني         | مانشستر يونايتد  | 14      |
| 4     | مارك فيدوكا       | ميدلزبره         | 14      |
| 6     | دارين بنت         | تشارلتون أثليتيك | 13      |
| 6     | كيفن دويل         | قراءة            | 13      |
| 8     | ديميتار برباتوف   | توتنهام هوتسبر   | 12      |
| 8     | ديرك كويت         | ليفربول          | 12      |
| 8     | ياكوبو            | ميدلزبره         | 12      |

### أهداف تاريخية

#### الهدف الــ15000
توقع الدوري الإنجليزي الممتاز أن يُسجل هدف الدوري رقم 15000 في مرحلة ما بين عيد الميلاد ورأس السنة الجديدة. سجل موريتز فولزالهدف في 30 ديسمبر لفولهام ضد تشيلسي. باركليز راعي الدوري الممتاز تبرع بمبلغ 15000 جنيه إسترليني لصندوق فولهام للرياضة المجتمعية باسم فولز. بالإضافة إلى ذلك فإن أحد المشجعين الذين توقعوا بشكل صحيح أن فولز سيحرز الهدف التاريخي في مسابقة قد منح اللاعب جائزة خاصة قبل مباراة فولهام ضد واتفورد في كرافن كوتيدج في 1 يناير. أدى شرف تسجيل الهدف رقم 15000 إلى حصول فولز على لقب «فولز15000».

#### أهداف حارس المرمى
في 17 مارس 2007 سجل حارس مرمى توتنهام هوتسبير بول روبنسون هدفًا ضد واتفورد من ركلة حرة من 83 ياردة  ارتدت على زميله في منتخب إنجلترا اللاعب بن فوستر الذي كان في مرمى هورنتس مما أدى إلى فوز توتنهام 3-1 في وايت هارت لين. كان هذا هو الهدف الثالث الذي يسجله حارس مرمى في تاريخ البريميرليغ. وسجل اللاعبان الآخران بيتر شمايكل لصالح أستون فيلا ضد إيفرتون في 21 أكتوبر 2001  وبراد فريدل لبلاكبيرن روفرز ضد تشارلتون أثليتيك في 21 فبراير 2004. في هاتين الحالتين ، خسرت الفرق التي لعبوا لها. أصبح روبنسون أول حارس يسجل للفريق الفائز في مباراة في الدوري الممتاز.

## جدل الإقصاء
أفلت وست هام من الهبوط في اليوم الأخير من الموسم بفوزه 1-0 على مانشستر يونايتد وسجل كارلوس تيفيز هدف الفوز. وهبط شيفيلد يونايتد مع تشارلتون واتفورد . تبين لاحقًا أن تيفيز كان غير مؤهل للعب ، لأنه لم يكن مملوكًا من قبل وست هام ، ولكن من قبل طرف ثالث. رفع شيفيلد يونايتد دعوى قضائية للحفاظ على وضعه في الدوري الممتاز وعندما فشل ذلك  تقدم إلى لجنة تحكيم الاتحاد الإنجليزي للحصول على تعويض يصل إلى 30 مليون جنيه إسترليني. حكمت هيئة التحكيم لصالح شيفيلد. بعد ذلك استقر الناديان خارج المحكمة مقابل مبلغ لم يٌكشف عنه.

## الجوائز الشهرية
| شهر                        | مدير                                  | لاعب                                                       |
| -------------------------- | ------------------------------------- | ---------------------------------------------------------- |
| أغسطس 2006                 | السير أليكس فيرجسون (مانشستر يونايتد) | رايان جيجز (مانشستر يونايتد)                               |
| سبتمبر 2006                | ستيف كوبيل (ريدينغ)                   | أندرو جونسون (إيفرتون)                                     |
| أكتوبر 2006                | السير أليكس فيرجسون (مانشستر يونايتد) | بول سكولز (مانشستر يونايتد)                                |
| تشرين الثاني (نوفمبر) 2006 | ستيف كوبيل (ريدينغ)                   | كريستيانو رونالدو (مانشستر يونايتد)                        |
| كانون الأول (ديسمبر) 2006  | سام ألارديس ( بولتون )                | كريستيانو رونالدو (مانشستر يونايتد)                        |
| يناير 2007                 | رافائيل بينيتيز (ليفربول)             | سيسك فابريجاس (آرسنال)                                     |
| فبراير 2007                | السير أليكس فيرجسون (مانشستر يونايتد) | رايان جيجز (مانشستر يونايتد)                               |
| مارس 2007                  | جوزيه مورينيو (تشيلسي)                | بيتر تشيتش (تشيلسي)                                        |
| أبريل 2007                 | مارتن أونيل (أستون فيلا)              | روبي كين (توتنهام هوتسبر) ديميتار برباتوف (توتنهام هوتسبر) |

## الجوائز السنوية
سيطر مانشستر يونايتد على جوائز هذا الموسم حيث حصل على ثماني جوائز فردية. خمسة منها من نصيب كريستيانو رونالدو .لديهم أيضًا ثمانية لاعبين في فريق العام.

### جائزة أفضل لاعب في إنجلترا
فاز كريستيانو رونالدو بجائزة  لأفضل لاعب في إنجلتر لعام 2007. كما قد فاز بجائزة أفضل لاعب شاب في إنجلترا في وقت سابق في حفل توزيع الجوائز مما جعله أول لاعب يفوز بكلتا الجائزتين في نفس العام منذ أن حقق أندي غراي نفس الإنجاز في عام 1977.جاء ديدييه دروغبا في المركز الثاني بينما جاء بول سكولز في المركز الثالث.
القائمة المختصرة لجائزة أفضل لاعب في إنجلترا بالترتيب الأبجدي هي كما يلي:
- بول سكولز (مانشستر يونايتد)
- ديدييه دروجبا (تشيلسي)
- رايان جيجز (مانشستر يونايتد)
- سيسك فابريجاس (آرسنال)
- ستيفن جيرارد (ليفربول)
- كريستيانو رونالدو (مانشستر يونايتد)

### جائزة أفضل لاعب شاب للعام
فاز كريستيانو رونالدو من مانشستر يونايتد بجائزة لأفضل لاعب شاب في إنجلترا .جاء سيسك فابريجاس في المركز الثاني وجاء آرون لينون في المركز الثالث. كان واين روني يسير للحصول على ثلاثية لجوائز أفضل لاعب شاب بعد أن فاز بهذه الجائزة لكلا الموسمين السابقين لكنه لم يظهر في المراكز الثلاثة الأولى لموسم 2006-07.
كانت القائمة المختصرة للجائزة على النحو التالي:
- كيفين دويل (ريدينغ)
- سيسك فابريجاس (آرسنال)
- آرون لينون (توتنهام هوتسبر)
- ميكا ريتشاردز ( مان سيتي )
- كريستيانو رونالدو (مانشستر يونايتد)
- واين روني (مانشستر يونايتد)

### جائزة فريق العام لرابطة لاعبي كرة القدم المحترفين
- حارس المرمى: إدوين فان دير سار (مانشستر يونايتد)
- الدفاع: غاري نيفيل ، باتريس إيفرا ، ريو فرديناند ، نيمانيا فيديتش (جميعهم مانشستر يونايتد)
- خط الوسط: ستيفن جيرارد (ليفربول) ، بول سكولز ، ريان جيجز ، كريستيانو رونالدو (جميعهم مانشستر يونايتد).
- الهجوم: ديدييه دروجبا (تشيلسي) ، ديميتار برباتوف (توتنهام هوتسبر).

### جائزة الاستحقاق من رابطة لاعبي كرة القدم المحترفين
مُنحت جائزة الاستحقاق للسير أليكس فيرجسون مدرب مانشستر يونايتد لالتزامه بالنادي و الدوري الممتاز واعترافًا بالجوائز التسع عشرة الكبرى التي فاز بها في الفترة التي قضاها في إنجلترا.

### جائزة أفضل لاعب حسب المشجعين
التصويت على هذه الجائزة حصل في استطلاع عبر الإنترنت أجرتها رابطة اللاعبين المحترفين على موقعها على الإنترنت. مع أربعة أيام من التصويت قبل موعد إغلاق منتصف ليل 15 أبريل  كان اللاعبون الخمسة الذين حصلوا على أكبر عدد من الأصوات في الاستطلاع هم كريستيانو رونالدو وستيفن جيرارد وديميتار برباتوف وتيري هنري وفرانك لامبارد لكن رونالدو هو من تمكن من الدفاع عن نفسه من تحديات الأربعة الآخرين.

### جائزة أفضل لاعب من رابطة كتاب كرة القدم
كما فاز كريستيانو رونالدو بجائزة رابطة كتاب كرة القدم لافضل لاعب لعام2007. الجائزة مقدمة من اتحاد كتاب كرة القدم ويصوت عليها أعضائها. هذا العام جاء ديدييه دروغبا في المركز الثاني وريان جيجز وبول سكولز في المركز الثالث والرابع على التوالي.

### جائزة مدرب الموسم في الدوري الإنجليزي الممتاز
قُدمت جائزة مدرب الموسم في الدوري الإنجليزي الممتاز إلى السير أليكس فيرجسون لاعب مانشستر يونايتد قبل المباراة الأخيرة للنادي في الموسم ضد وست هام يونايتد.

### جائزة لاعب الموسم في الدوري الإنجليزي الممتاز
قُدمت جائزة أفضل لاعب في الدوري الإنجليزي الممتاز قبل مباراة مانشستر يونايتد مع وست هام يونايتد في اليوم الأخير من الموسم ومُنحت لكريستيانو رونالدو مع سداسية أفضل لاعب في إنجلترا وأفضل لاعب شاب وأفضل لاعب حسب المشجعين وجائزة أفضل لاعب في الموسم في الدوري الإنجليزي  وأفضل لاعب من اتحاد كتاب كرة القدم لهذا العام وبالإضافة إالي مكان  في فريق العام.

### جائزة الاستحقاق في الدوري الممتاز
ُمنح رايان جيجز هذه الجائزة الخاصة في نفس الوقت الذي تم فيه منح جائزة المدرب ولاعب الموسم تقديراً لسجله الحاصل على تسعة ألقاب في الدوري الإنجليزي.

### القفاز الذهبي في الدوري الإنجليزي الممتاز
تم تقديم جائزة القفاز الذهبي في الدوري الإنجليزي الممتاز إلى بيبي رينا لاعب ليفربول للموسم الثاني على التوالي بعد الحفاظ على نظافة شباكه 19 مرة متقدماً على تيم هوارد من إيفرتون (14) وماركوس هانيمان من ريدينغ (13).